# La Roca (Sobremunt)
La Roca és una masia de Sobremunt (Lluçanès) inclosa a l'Inventari del Patrimoni Arquitectònic de Catalunya.

## Descripció
Edifici civil de petites proporcions orientat a migdia. Situat prop de l'església de Sant Martí de Sobremunt. Hostal i nucli rural del poble.
Té les teulades de dues vessants. El portal, les cantoneres i els finestrals són de pedra. S'hi accedeix pel cantó est, on la llinda del portal senyala l'any 1747. A la façana sud s'hi troba una petita glorieta sota la qual hi ha un balcó. Les parets estan rebordïdes i està edificat aprofitant el desnivell d'una roca.
Al cantó dret hi té adossat un magatzem.